# 5557 Chimikeppuko
Az 5557 Chimikeppuko (ideiglenes jelöléssel 1989 CM1) a Naprendszer kisbolygóövében található aszteroida. Kin Endate és Vatanabe Kazuró fedezte fel 1989. február 7-én.